# Ford End
Ford End – wieś w Anglii, w hrabstwie Essex, w dystrykcie Chelmsford. Leży 11 km na północ od miasta Chelmsford i 53 km na północny wschód od Londynu. W 2015 miejscowość liczyła 696 mieszkańców. W latach 1887 osada liczyła 775 mieszkańców.